# صانع ألعاب
صانع الألعاب أو صانع اللعب في اتحاد كرة القدم هو اللاعب الذي يتحكم في تدفق لعب الفريق، وغالبًا ما يشارك في لعب حركات التمرير هجوميًا ودفاعيًا والتي تؤدي إلى المرمى، من خلال رؤيتهم وتقنياتهم والتحكم في الكرة والإبداع والقدرة على التمرير.